# Mátrix (matematika)
A mátrix a matematikában mennyiségek téglalap alakú elrendezése (táblázata) (számoké, függvényeké, kifejezéseké, vagy egyéb elemeké, esetleg más mátrixoké; általánosan valamilyen gyűrű vagy vektortér elemeié).
A mátrixokra hasonló kalkulus („algebra”) építhető fel, mint az elemeikre, amelynek rendkívül sokféle alkalmazása lehetséges. Ennek tanulmányozása a lineáris algebra feladata. Mátrixokat szoktak használni lineáris egyenletek és lineáris, valamint bilineáris függvények leírására. A mátrixok – a lineáris algebra (egyik) leghasznosabb fogalmaként – a matematikának a gyakorlatban legtöbbször alkalmazott eszközei között vannak, a matematika számos más ága mellett pedig a fizikától és komputergrafikától kezdve a biológián át egészen a nyelvészetig, számtalan tudományágban használhatóak akár az elméleti leírás tömör megfogalmazására, akár a számítások megkönnyítésére vagy automatizálására.
A „mátrix” az egyik kedvenc szava a sci-fi-íróknak is, azonban ezen használati módok legtöbbször még lazán sem kapcsolódnak a matematikai fogalomhoz.

## Definíciók és jelölések
A mátrix vízszintes vonalban elhelyezkedő elemei sorokat, függőleges vonalban elhelyezkedő elemei oszlopokat alkotnak. Egy m sorból és n oszlopból álló mátrixot m-szer n mátrixnak neveznek (írva: {\displaystyle m\times n}), az m és n pozitív egész számok a mátrix dimenziói. A mátrix dimenzióit mindig először a sorok számával, majd azt követően az oszlopok számával adják meg. Az A mátrix jelölése:
{\displaystyle A={\begin{bmatrix}a_{11}&a_{12}&a_{13}&\dots &a_{1n}\\a_{21}&a_{22}&a_{23}&&a_{2n}\\a_{31}&a_{32}&a_{33}&\dots &a_{3n}\\\vdots &&\vdots &\ddots &\vdots \\a_{m1}&a_{m2}&a_{m3}&\dots &a_{mn}\end{bmatrix}}{\mbox{ vagy }}{\begin{pmatrix}a_{11}&a_{12}&a_{13}&\dots &a_{1n}\\a_{21}&a_{22}&a_{23}&&a_{2n}\\a_{31}&a_{32}&a_{33}&\dots &a_{3n}\\\vdots &&\vdots &\ddots &\vdots \\a_{m1}&a_{m2}&a_{m3}&\dots &a_{mn}\end{pmatrix}}}
A mátrixnak az {\displaystyle i}-edik sorában és {\displaystyle j}-edik oszlopában lévő elemét a mátrix {\displaystyle i,j}-edik elemének nevezik, jelölése {\displaystyle \mathbf {A} _{i,j}} vagy {\displaystyle A[i,j]}. Mindig először a sorszám, majd az oszlopszám szerepel.
Az m × n méretű mátrixot gyakran így jelölik: {\displaystyle A:=(a_{i,j})_{m\times n}}, a mátrix minden {\displaystyle A[i,j]} elemét {\displaystyle a_{i,j}}-vel jelölik, ahol {\displaystyle 1\leq i\leq m} és {\displaystyle 1\leq j\leq n}. Konvenció, hogy a mátrixokat nagybetűvel, a mátrix elemeit pedig kisbetűvel jelölik. Szokás szerint a mátrix sorainak és oszlopainak számozása 1-gyel kezdődik – noha vannak számítógépes programok, melyek nullával kezdenek. A legtöbb programozási nyelv szintén nullától indexel. Azokat a mátrixokat, melyek egyik dimenziója 1, vektornak szokták nevezni. A sorvektornak csak egy sora van:
{\displaystyle {\begin{bmatrix}a_{1}&a_{2}&\cdots &a_{n}\end{bmatrix}}},
az oszlopvektornak pedig egyetlen oszlopa:
{\displaystyle {\begin{bmatrix}a_{1}\\a_{2}\\\vdots \\a_{m}\end{bmatrix}}}
Az 1×1-es mátrixot skalárnak hívjuk.

### Tisztán matematikai igényű definíció
Ha {\displaystyle {\mathcal {T}}} gyűrű (általában kommutatív gyűrű vagy test), akkor az {\displaystyle m\times n}-es mátrixok {\displaystyle {\mathcal {T}}^{m\times n}} halmazán a
{\displaystyle A:\{1,2,...,m\}\times \{1,2,...,n\}\longrightarrow {\mathcal {T}}\quad \langle i,j\rangle \mapsto a_{ij}}
típusú, véges ({\displaystyle m\cdot n} elemszámú) értelmezési tartományú, {\displaystyle {\mathcal {T}}}-be képező függvények halmazát értjük. Itt {\displaystyle \times } a halmazok Descartes-szorzata, {\displaystyle \langle i,j\rangle } rendezett pár.

## Példák
{\displaystyle A={\begin{bmatrix}1&2&3\\1&2&7\\4&9&2\\6&0&5\end{bmatrix}}}
Az A mátrix egy 4×3-as mátrix. Az {\displaystyle A[2,3]} vagy {\displaystyle a_{2,3}} elem a 7.
{\displaystyle R={\begin{bmatrix}1&2&3&4&5&6&7&8&9\end{bmatrix}}}
Az R mátrix egy 1×9-es mátrix vagy 9 elemű sorvektor.

## Műveletek mátrixokkal

### Transzponálás

A transzponálást kétszer egymás után végrehajtva visszakapjuk az eredeti mátrixot

A transzponálás egy argumentumú művelet. Egy mátrix transzponálása sorainak és oszlopainak a felcserélését jelenti. Egy m×n-es mátrix transzponáltja n×m-es. Kétszer végrehajtva visszakapjuk az eredeti mátrixot. A transzponálás jele {\displaystyle A^{T}} vagy {\displaystyle A^{\prime }}.
Egy mátrix szimmetrikus, ha transzponáltja önmaga, azaz {\displaystyle A^{T}=A}. Szimmetrikus mátrix csak négyzetes mátrix lehet.

#### Példa
{\displaystyle A={\begin{bmatrix}1&2&3\\1&2&7\\4&9&2\\6&0&5\end{bmatrix}},\ A^{T}={\begin{bmatrix}1&1&4&6\\2&2&9&0\\3&7&2&5\end{bmatrix}}}

### Összeadás
Csak azonos dimenziójú mátrixok adhatók össze. Legyen {\displaystyle A} és {\displaystyle B} két azonos dimenziójú, {\displaystyle m\times n}-es méretű mátrix. Az {\displaystyle A+B} összeget úgy képezzük, hogy az azonos helyen lévő elemeket összegezzük (vagyis {\displaystyle (A+B)[i,j]=A[i,j]+B[i,j]}).

#### Példa
{\displaystyle {\begin{bmatrix}1&3&2\\1&0&0\\1&2&2\end{bmatrix}}+{\begin{bmatrix}0&0&5\\7&5&0\\2&1&1\end{bmatrix}}={\begin{bmatrix}1+0&3+0&2+5\\1+7&0+5&0+0\\1+2&2+1&2+1\end{bmatrix}}={\begin{bmatrix}1&3&7\\8&5&0\\3&3&3\end{bmatrix}}}

#### Tulajdonságai
- Kommutatív: {\displaystyle A+B=B+A}
- Asszociatív: {\displaystyle (A+B)+C=A+(B+C)}

### Skalárral való szorzás
Az {\displaystyle A} mátrix egy {\displaystyle c} skalárral való {\displaystyle cA} szorzatát úgy számítjuk, hogy {\displaystyle A} minden elemét megszorozzuk a {\displaystyle c} számmal (vagyis {\displaystyle (cA)[i,j]=c\cdot A[i,j]}).
Ha a skalárt 1×1-es mátrixnak tekintjük, akkor a skalárral való szorzás speciális Kronecker-szorzat.

#### Példa
{\displaystyle 2\cdot {\begin{bmatrix}1&8&-3\\4&-2&5\end{bmatrix}}={\begin{bmatrix}2\cdot 1&2\cdot 8&2\cdot (-3)\\2\cdot 4&2\cdot (-2)&2\cdot 5\end{bmatrix}}={\begin{bmatrix}2&16&-6\\8&-4&10\end{bmatrix}}}

#### Tulajdonságai
- {\displaystyle aM=Ma} (bármelyik oldalról szorozhatunk a skalárral)
- {\displaystyle (a+b)M=aM+bM}
- {\displaystyle a(bM)=(ab)M=(ba)M=b(aM)}

Az összeadás viszonyában teljesül még a
- (mindkét oldali) disztributivitás: {\displaystyle a(M+N)=aM+aN}

### Mátrixszorzás
Két mátrix szorzata akkor definiált, ha a bal oldali mátrix oszlopai száma megegyezik a jobb oldali mátrix sorainak számával. Ha {\displaystyle A} egy {\displaystyle m\times n}-es, {\displaystyle B} pedig egy {\displaystyle n\times p}-s mátrix, mátrixszorzatuk egy {\displaystyle m\times p} méretű ({\displaystyle m} sorból, {\displaystyle p} oszlopból álló) {\displaystyle AB} mátrix lesz, melynek elemei így számíthatók:
{\displaystyle (AB)[i,j]=A[i,1]\cdot B[1,j]+A[i,2]\cdot B[2,j]+\ldots +A[i,n]\cdot B[n,j]=\sum \limits _{k=1}^{n}{A[i,k]\cdot B[k,j]}}
minden {\displaystyle i}-re és {\displaystyle j}-re.

#### Példa
{\displaystyle {\begin{bmatrix}1&0&2\\-1&3&1\\\end{bmatrix}}\cdot {\begin{bmatrix}3&1\\2&1\\1&0\end{bmatrix}}={\begin{bmatrix}(1\cdot 3+0\cdot 2+2\cdot 1)&(1\cdot 1+0\cdot 1+2\cdot 0)\\((-1)\cdot 3+3\cdot 2+1\cdot 1)&((-1)\cdot 1+3\cdot 1+1\cdot 0)\\\end{bmatrix}}={\begin{bmatrix}5&1\\4&2\\\end{bmatrix}},}
illetve a megfelelő sort a megfelelő oszloppal történő szorzást kidomborítandó:
{\displaystyle {\begin{matrix}&{\begin{bmatrix}3&1\\2&1\\1&0\end{bmatrix}}\\\\{\begin{bmatrix}1&0&2\\-1&3&1\\\end{bmatrix}}&{\begin{bmatrix}5&1\\4&2\\\end{bmatrix}}\end{matrix}},}
ahol például az eredménymátrix 5-ös elemét úgy kaptuk, hogy a sorában lévő (1,0,2) elemeket páronként összeszoroztuk az oszlopában lévő (3,2,1) elemekkel, majd összeadtuk őket.

#### Tulajdonságai
- asszociativitás: {\displaystyle (AB)C=A(BC)} minden {\displaystyle k\times m}-es {\displaystyle A}, {\displaystyle m\times n}-es {\displaystyle B} és {\displaystyle n\times p}-s {\displaystyle C} mátrixra. Ezt a tulajdonságot kihasználva optimalizálni lehet a mátrixszorzást. A leghatékonyabb zárójelezés megtalálása nevezetes optimalizációs probléma.
- jobb oldali disztributivitás: {\displaystyle (A+B)C=AC+BC} minden {\displaystyle m\times n}-es {\displaystyle A} és {\displaystyle B}, valamint {\displaystyle n\times k}-s {\displaystyle C} mátrixra.
- bal oldali disztributivitás: {\displaystyle C(A+B)=CA+CB} minden {\displaystyle m\times n}-es , valamint {\displaystyle n\times k}-s {\displaystyle C} mátrixra.

Fontos tudni, hogy a kommutativitás általában nem teljesül; vagyis adott {\displaystyle A} és {\displaystyle B} összeszorozható mátrixra általában igaz, hogy {\displaystyle AB\neq BA}.
A négyzetes mátrixok összeszorozhatók önmagukkal, ezért magasabb hatványaik is képezhetők. Skalár együtthatós polinomba is behelyettesíthetők; ekkor a konstans tagot a permanenciaelv alapján nulladik hatványnak definiált megfelelő méretű egységmátrixszal szorozzák össze. A polinomok segítségével más függvényeik is approximálhatók hatványsorok segítségével. Ezekhez a számításokhoz a mátrix Jordan-normálalakját használják, mert azzal egyszerűbb számolni.
Az ugyanolyan hosszú sor- és oszlopvektorok kétféleképpen is összeszorozhatók mátrixszerűen. Az egyik szorzat egy skalár, ami éppen a vektorok skaláris szorzata, a másik egy négyzetes mátrix, a vektorok diadikus vagy tenzorszorzata.

#### C nyelvű kódpélda
Két mátrix összeszorzásának kódja C-ben önálló programként kiíratással:
```
#include
 
<stdio.h>

#include
 
<stdlib.h>

void
 
mtxfree
(
double
 
**
mtx
,
 
int
 
rows
)

{

	
int
 
i
;

	
for
 
(
i
 
=
 
0
;
 
i
 
<
 
rows
;
 
++
i
)

	
{

		
free
(
mtx
[
i
]);

	
}

	
free
(
mtx
);

}

int
 
main
()
 
{

	
int
 
m
,
 
n
,
 
k
;
 
/* m oszlop, n sor (k oszlop) */

	
int
 
i
,
 
j
,
 
p
;

	
int
 
sum
;

	
double
 
**
A
,
 
**
B
,
 
**
AB
;
 
/* Dinamikus helyfoglalás */

	
printf
(
"A matrix merete: "
);

	
fflush
(
stdout
);

	
scanf
(
"%d%d"
,
 
&
n
,
 
&
m
);

	
printf
(
"B matrix oszlopai: "
);

	
fflush
(
stdout
);

	
scanf
(
"%d"
,
 
&
k
);

	
printf
(
"B matrix sorainak szama igy: %d
\n
"
,
 
m
);

	
A
 
=
 
(
double
**
)
calloc
(
n
,
 
sizeof
(
double
*
));

	
if
 
(
A
 
==
 
NULL
)
 
{

		
return
 
1
;

	
}

	
for
 
(
i
 
=
 
0
;
 
i
 
<
 
n
;
 
++
i
)

	
{

		
A
[
i
]
 
=
 
(
double
*
)
calloc
(
m
,
 
sizeof
(
double
));

		
if
 
(
A
[
i
]
 
==
 
NULL
)
 
{

			
mtxfree
(
A
,
 
i
);
 
/* már sikeresen lefoglalt memória felszabadítása */

			
return
 
1
;

		
}

	
}

	
B
 
=
 
(
double
**
)
calloc
(
m
,
 
sizeof
(
double
*
));

	
if
 
(
B
 
==
 
NULL
)
 
{

		
mtxfree
(
A
,
 
n
);

		
return
 
1
;

	
}

	
for
 
(
i
 
=
 
0
;
 
i
 
<
 
m
;
 
++
i
)

	
{

		
B
[
i
]
 
=
 
(
double
*
)
calloc
(
k
,
 
sizeof
(
double
));

		
if
 
(
B
[
i
]
 
==
 
NULL
)
 
{

			
mtxfree
(
A
,
 
n
);

			
mtxfree
(
B
,
 
i
);

			
return
 
1
;

		
}

	
}

	
AB
 
=
 
(
double
**
)
calloc
(
n
,
 
sizeof
(
double
*
));

	
if
 
(
AB
 
==
 
NULL
)
 
{

		
mtxfree
(
A
,
 
n
);

		
mtxfree
(
B
,
 
m
);

		
return
 
1
;

	
}

	
for
 
(
i
 
=
 
0
;
 
i
 
<
 
n
;
 
++
i
)

	
{

		
AB
[
i
]
 
=
 
(
double
*
)
calloc
(
k
,
 
sizeof
(
double
));

		
if
 
(
AB
[
i
]
 
==
 
NULL
)
 
{

			
mtxfree
(
A
,
 
n
);

			
mtxfree
(
B
,
 
m
);

			
mtxfree
(
AB
,
 
i
);

			
return
 
1
;

		
}

	
}

	
printf
(
"Adja meg az A matrixot:
\n
"
);

	
for
 
(
i
 
=
 
0
;
 
i
 
<
 
n
;
 
++
i
)
 
/* A mátrix feltöltése */

	
{

		
for
 
(
j
 
=
 
0
;
 
j
 
<
 
m
;
 
++
j
)

		
{

			
scanf
(
"%lf"
,
 
&
A
[
i
][
j
]);

		
}

	
}

	
printf
(
"Adja meg a B matrixot:
\n
"
);

	
for
 
(
i
 
=
 
0
;
 
i
 
<
 
m
;
 
++
i
)
 
/* B mátrix feltöltése */

	
{

		
for
 
(
j
 
=
 
0
;
 
j
 
<
 
k
;
 
++
j
)

		
{

			
scanf
(
"%lf"
,
 
&
B
[
i
][
j
]);

		
}

	
}

	
printf
(
"A matrix:
\n
"
);

	
for
 
(
i
 
=
 
0
;
 
i
 
<
 
n
;
 
++
i
)
 
/* A mátrix kiíratása */

	
{

		
for
 
(
j
 
=
 
0
;
 
j
 
<
 
m
;
 
++
j
)

		
{

			
printf
(
"%0.5lf "
,
 
A
[
i
][
j
]);

		
}

		
printf
(
"
\n
"
);

	
}

	
printf
(
"B matrix:
\n
"
);

	
for
 
(
i
 
=
 
0
;
 
i
 
<
 
m
;
 
++
i
)
 
/* B mátrix kiíratása */

	
{

		
for
 
(
j
 
=
 
0
;
 
j
 
<
 
k
;
 
++
j
)

		
{

			
printf
(
"%0.5lf "
,
 
B
[
i
][
j
]);

		
}

		
printf
(
"
\n
"
);

	
}

	
for
 
(
i
 
=
 
0
;
 
i
 
<
 
n
;
 
++
i
)

	
{

		
for
 
(
j
 
=
 
0
;
 
j
 
<
 
k
;
 
++
j
)

		
{

			
sum
 
=
 
0
;

			
for
 
(
p
 
=
 
0
;
 
p
 
<
 
m
;
 
++
p
)

			
{

				
sum
 
+=
 
A
[
i
][
p
]
*
B
[
p
][
j
];

			
}

			
AB
[
i
][
j
]
 
=
 
sum
;

		
}

	
}

	
printf
(
"
\n
Eredmenymatrix:
\n
AB=
\n
"
);

	
for
 
(
i
 
=
 
0
;
 
i
 
<
 
n
;
 
++
i
)
 
/* AB mátrix kiíratása */

	
{

		
for
 
(
j
 
=
 
0
;
 
j
 
<
 
k
;
 
++
j
)
 
{

			
printf
(
"%0.5lf  "
,
 
AB
[
i
][
j
]);

		
}

		
printf
(
"
\n
"
);

	
}

	
mtxfree
(
A
,
 
n
);

	
mtxfree
(
B
,
 
m
);

	
mtxfree
(
AB
,
 
n
);

	
return
 
0
;

}

```

### Hadamard-szorzat
Két mátrix elemenkénti szorzatát Hadamard- vagy Schur-szorzatnak hívják, elemei:
{\displaystyle (A\circ B)_{ij}=(A)_{ij}(B)_{ij}}
Egy explicit példán:
{\displaystyle \mathbf {A} \circ \mathbf {B} ={\begin{pmatrix}A_{11}&A_{12}&\cdots &A_{1m}\\A_{21}&A_{22}&\cdots &A_{2m}\\\vdots &\vdots &\ddots &\vdots \\A_{n1}&A_{n2}&\cdots &A_{nm}\\\end{pmatrix}}\circ {\begin{pmatrix}B_{11}&B_{12}&\cdots &B_{1m}\\B_{21}&B_{22}&\cdots &B_{2m}\\\vdots &\vdots &\ddots &\vdots \\B_{n1}&B_{n2}&\cdots &B_{nm}\\\end{pmatrix}}={\begin{pmatrix}A_{11}B_{11}&A_{12}B_{12}&\cdots &A_{1m}B_{1m}\\A_{21}B_{21}&A_{22}B_{22}&\cdots &A_{2m}B_{2m}\\\vdots &\vdots &\ddots &\vdots \\A_{n1}B_{n1}&A_{n2}B_{n2}&\cdots &A_{nm}B_{nm}\\\end{pmatrix}}}
A Hadamard-szorzat kommutatív, asszociatív és az összeadásra nézve disztributív.

### Kronecker-szorzás
Ha {\displaystyle A} {\displaystyle m\times n}-es és {\displaystyle B} {\displaystyle p\times r}-es mátrix, akkor a {\displaystyle C=A\otimes B} Kronecker-szorzat nem más, mint
{\displaystyle C=(a_{ij}\cdot B)={\begin{pmatrix}a_{11}B&\cdots &a_{1n}B\\\vdots &\ddots &\vdots \\a_{m1}B&\cdots &a_{mn}B\end{pmatrix}}}
azaz az {\displaystyle A} mátrix minden elemét megszorozzuk a {\displaystyle B} mátrixszal, és ebből képezünk egy új mátrixot, aminek mérete {\displaystyle mp\times nr}.
Hogyha {\displaystyle \mathbf {A} } és {\displaystyle \mathbf {B} } rendre a {\displaystyle \mathbf {V} _{1}\rightarrow \mathbf {W} _{1}} és a {\displaystyle \mathbf {V} _{2}\rightarrow \mathbf {W} _{2}}, lineáris leképezéseket reprezentálják, akkor {\displaystyle \mathbf {A} \otimes \mathbf {B} } a {\displaystyle \mathbf {V} _{1}\otimes \mathbf {V} _{2}\rightarrow \mathbf {W} _{1}\otimes \mathbf {W} _{2}} tenzorszorzatot reprezentálja.
Használják a regressziós analízisben és a kvantummechanikában.

### Invertálás
Az invertálás is egy argumentumú művelet, és csak a nem nulla determinánsú négyzetes mátrixokra értelmezett. Vagyis, ha egy {\displaystyle n\times n}-es {\displaystyle A} mátrixra {\displaystyle \det(A)\neq 0}, akkor létezik egy {\displaystyle A^{-1}} mátrix, amire {\displaystyle AA^{-1}=A^{-1}A=I}, ahol {\displaystyle I} az {\displaystyle n\times n}-es identitásmátrix. Ezeket a mátrixokat invertálhatóknak nevezzük, míg a többit szingulárisnak.
A szinguláris mátrixokhoz nem tartozik ilyen mátrix. Ehelyett az inverzhez hasonló módon pszeudoinverzet definiálnak, ahol a szorzatról csak azt kötik ki, hogy szimmetrikus legyen:
{\displaystyle AA^{-}=A^{-}A=S}
Tipikusan ez egy diagonális mátrix, a főátlóján 1 és 0 értékekkel.
Speciálisan vektorok esetén további műveletek is léteznek.

## Mátrix rangja
Az {\displaystyle A} {\displaystyle n\times k}-s mátrix rangja a mátrix lineárisan független oszlopainak maximális száma. Igazolható, hogy ez egy jól definiált természetes szám és megegyezik a mátrix lineárisan független sorainak maximális számával (a sorrang tehát egyenlő az oszlopranggal). Másként úgy is fogalmazhatunk, hogy a rang a mátrix oszlopvektorai által kifeszített altér dimenziója a {\displaystyle T^{k}} vektortérben ({\displaystyle T} az a test, ahonnan a mátrix elemeit vesszük). Tehát a rang:
{\displaystyle r(A):=\mathrm {dim} \,\left\langle \{a_{1},\ldots ,a_{k}\}\right\rangle }
ahol {\displaystyle a_{1},\ldots ,a_{k}} az {\displaystyle A}A mátrix oszlopai vektorokként.

## Négyzetes mátrix
A négyzetes mátrix olyan mátrix, melyben a sorok és oszlopok száma megegyezik. Egy adott test feletti összes n×n-es négyzetes mátrix a skalárral való szorzással, mátrixösszeadással és mátrixszorzással algebrát alkot. Az n>1 esetben az algebra általában nem kommutatív.
Egy A mátrix főátlója az {\displaystyle a_{ii}} alakú elemeket tartalmazza, tehát azokat, amelyek ugyanannyiadik sorban vannak, mint oszlopban. (Főátlónak tehát a bal fölső és a jobb alsó sarkot összekötő átlót hívjuk.)

### Diagonális mátrix
A diagonális mátrix avagy diagonálmátrix olyan négyzetes mátrix, amelynek minden főátlón kívüli eleme 0. (A nullmátrix is ide tartozik.)
Példa: egy harmadrangú (n=3) diagonális mátrix:
{\displaystyle {\begin{bmatrix}15&0&0\\0&-3&0\\0&0&23\end{bmatrix}}}

### Egységmátrix
Az {\displaystyle I_{n}} egységmátrix olyan négyzetes mátrix, melynek elemei a főátlóban egységnyiek, összes többi eleme 0, azaz olyan diagonálmátrix, melynek főátlóbeli elemei egységnyiek. Az egységmátrix kielégíti az alábbi egyenlőségeket: {\displaystyle MI_{n}=M} és {\displaystyle I_{n}N=N} minden {\displaystyle m\times n}-es {\displaystyle M} mátrixra és {\displaystyle n\times k}-s {\displaystyle N} mátrixra.
Példa: ha {\displaystyle n=3}:
{\displaystyle I_{3}={\begin{bmatrix}1&0&0\\0&1&0\\0&0&1\end{bmatrix}}}
Az egységmátrix a négyzetes mátrixok gyűrűjének egységeleme.

### Invertálhatóság
A gyűrű invertálható elemeit invertálható mátrixnak vagy nem-szinguláris mátrixnak hívják. Egy {\displaystyle n\times n}-es {\displaystyle A} mátrix akkor és csakis akkor invertálható, ha létezik egy olyan {\displaystyle B} mátrix, melyre igaz: {\displaystyle AB=I_{n}(=BA)}. Ebben az esetben a B mátrix az A mátrix inverz mátrixa és {\displaystyle A^{-1}}-nel jelölik.

### Determinánsképzés
Az A négyzetes mátrix determinánsa
{\displaystyle \det(A)=\sum _{\pi }(-1)^{|\pi |}a_{1,\pi (1)}\cdots a_{n,\pi (n)}}
képlettel adható meg, ahol a {\displaystyle \pi :\{1,2,\dots ,n\}\to \{1,2,\dots ,n\}} permutációkra kell összegezni és {\displaystyle |\pi |} a {\displaystyle \pi } permutáció inverzióinak számát jelöli: azon {\displaystyle (i,j)} párokét, amikre {\displaystyle i<j}, de {\displaystyle \pi (i)>\pi (j)}.
Invertálható mátrixok determinánsa nullától különbözik.

### További jellemzők
Ha {\displaystyle \lambda } egy szám és {\displaystyle v} egy nemzéró vektor, melyre igaz az, hogy {\displaystyle Av=\lambda v}, akkor {\displaystyle v}-t az {\displaystyle A} mátrix sajátvektorának, {\displaystyle \lambda }-t pedig a hozzá tartozó sajátértékének nevezik.
Az A négyzetes mátrix karakterisztikus polinomja a {\displaystyle p_{A}(\lambda )=\det(A-\lambda I)\,} polinom. Ez n×n-es A esetén n-edfokú polinom, melynek főegyütthatója {\displaystyle (-1)^{n}\,}, konstans tagja pedig A determinánsa. A Cayley–Hamilton-tétel szerint az A mátrix gyöke a {\displaystyle p_{A}(\lambda )\,} polinomnak. A {\displaystyle \lambda } szám akkor és csakis akkor sajátértéke A mátrixnak, ha {\displaystyle A-\lambda I_{n}} nem invertálható, azaz ha {\displaystyle p_{A}(\lambda )=0}. Így {\displaystyle p_{A}(x)} gyökei pontosan A sajátértékei.
A Gauss-elimináció algoritmusának alapvető fontossága van: ezt lehet használni mátrixok determinánsának, rangjának és inverzének számítására, valamint lineáris egyenletrendszerek megoldására.
Egy négyzetes mátrix nyoma (angol kifejezéssel trace-e, vagy német szóval spurja) a főátlójában lévő elemek összege, ez mindig egyenlő az n sajátértékeinek összegével.

## Komplex mátrix
Komplex mátrixnak nevezzük a mátrixot, ha elemei között komplex számok is előfordulhatnak.
Példa:
Komplex mátrix például az
{\displaystyle A={\begin{bmatrix}3-4i&1&i\\5&2-i&1+2i\\\end{bmatrix}}} ahol i az imaginárius egység.

## Algebrai struktúrájuk
Ha {\displaystyle R} kommutatív, egységelemes gyűrű, akkor a fölötte definiált n×m-es mátrixok a mátrixösszeadásra és a skalárral való szorzásra modulust alkotnak R fölött. Az {\displaystyle A^{T}\cdot B} mátrixszorzat nyoma
{\displaystyle \left\langle A,B\right\rangle =\operatorname {Tr} (A^{T}B)=\sum _{i=1}^{n}\sum _{j=1}^{m}a_{ij}b_{ij}}
skalárszorzat a mátrixok tere fölött.
Speciálisan, ha az alapgyűrű test, akkor a mátrixok euklideszi teret alkotnak. Ha n=m, akkor a térben a szimmetrikus és a ferdén szimmetrikus mátrixok alterei ortogonálisak, tehát {\displaystyle {\begin{matrix}\left\langle A,B\right\rangle =0\end{matrix}}}.
A komplex mátrixok szorzatának nyoma {\displaystyle {\overline {A}}^{T}\cdot B}
{\displaystyle \left\langle A,B\right\rangle =\operatorname {Tr} ({\overline {A^{T}}}B)=\sum _{i=1}^{n}\sum _{j=1}^{m}{\overline {a_{ij}}}b_{ij}}
a Hilbert–Schmidt-skalárszorzat, amivel a tér unitér tér lesz. Az általa indukált norma a Frobenius-norma, amivel a mátrixok tere Banach-tér.
A négyzetes mátrixok alkotta mátrixgyűrűkben az egységelem az identitásmátrix. Általánosságban, a főátlóján az alapgyűrű egységeleme, azon kívül nulleleme áll; számtestek esetén a főátlón egyeseket, azon kívül nullákat tartalmaz. A csupa nullelemet, illetve nullákat tartalmazó mátrix a nullmátrix, ami a mátrixgyűrű nullelemeként szolgál.

## Alkalmazásuk

### Mátrixegyenletek felírása
A statisztikában a magasabb dimenziós tételeket, eljárásokat, objektumokat gyakran mátrixokkal adják meg, és a számításokat, bizonyításokat ebben az alakban végzik. Mátrixegyenletek keletkeznek differenciálegyenletek diszkretizálásakor is.
Az egyenletrendszerek átalakításakor figyelembe kell venni, hogy a mátrixszorzás nem kommutatív, és hogy léteznek nullosztók. Osztás helyett például az inverzzel kell szorozni a megfelelő oldalról.
Egy egyszerű egyenlet:
{\displaystyle A\cdot x=b}
Ha az {\displaystyle A} mátrix invertálható, akkor szorozhatunk az inverzzel:
{\displaystyle A^{-1}\cdot A\cdot x=A^{-1}\cdot b\Leftrightarrow E\cdot x=A^{-1}\cdot b,}
így kapjuk az
{\displaystyle x=A^{-1}\cdot b}
megoldást.

### Lineáris leképezések koordinátás ábrázolása
Egy adott {\displaystyle K} gyűrű fölött definiált mátrixok kapcsolódnak a gyűrű fölötti modulusokhoz. Ha {\displaystyle A\in K^{m\times n}}, akkor a {\displaystyle K^{n}} értelmezési tartomány és a {\displaystyle K^{m}} képtér (értékkészlet) egy rögzített bázisában az {\displaystyle A} mátrix egy lineáris leképezést ábrázol, ahol is az {\displaystyle u\in K^{n}} bázisát a képtér bázisának a sorok szerinti lineáris kombinációjába viszi. Azaz, ha az ábrázolt lineáris leképezés {\displaystyle \phi }, akkor a {\displaystyle j}-edik oszlopban a {\displaystyle \phi (b_{j})} vektor képének koordinátái állnak. A leképezés az értelmezési tartomány egy tetszőleges {\displaystyle x} vektorát az {\displaystyle Ax} vektorba viszi.
Megfordítva, minden {\displaystyle \phi \colon K^{n}\to K^{m}} lineáris leképezés ábrázolható {\displaystyle A\in K^{m\times n}} mátrixszal a fenti bekezdés megfordításaként. Tehát, ha nincs eleve adott bázis a mag- és a képtérben, akkor először választunk egy bázist, majd megnézzük az értelmezési tartomány bázisának képvektorait a képtér bázisában. Ezt az összefüggést kanonikus izomorfizmusnak nevezzük a lineáris leképezések és a mátrixok között:
{\displaystyle \operatorname {Hom} _{K}(K^{n},K^{m})\simeq K^{m\times n}.}
adott {\displaystyle K}, {\displaystyle n} és {\displaystyle m} esetén. A mátrixszorzás szintén megfelel a lineáris leképezések kompozíciójának, vagyis „szorzatának”. Ez asszociatív, ami egy újabb bizonyítást ad a mátrixszorzás asszociativitására.
Ha {\displaystyle K} kommutatív egységelemes gyűrű, akkor modulus helyett szabad {\displaystyle K}-modulusokat tekinthetünk. Ha {\displaystyle K} test, akkor tetszőleges véges dimenziós {\displaystyle K} fölötti {\displaystyle V} és {\displaystyle W} vektorterek izomorfak egy bázis választásával {\displaystyle K^{n}}-nel és {\displaystyle K^{m}}-mel valamely {\displaystyle n}-re és {\displaystyle m}-re, ahol {\displaystyle n} és {\displaystyle m} a {\displaystyle V} és {\displaystyle W} terek dimenziói. Ha {\displaystyle v=(v_{1},\ldots ,v_{n})} bázisa {\displaystyle V}-nek és {\displaystyle w=(w_{1},\ldots ,w_{m})} bázis {\displaystyle W}-ben, akkor tetszőleges {\displaystyle u\in V} vektor egyértelműen előáll {\displaystyle u=\sum _{j=1}^{n}\alpha _{j}v_{j}} alakban, és hasonlók tudhatók W vektorairól is. Az itt megjelenő testelemek a vektor koordinátái, és
{\displaystyle {}_{v}u={\begin{pmatrix}\alpha _{1}\\\vdots \\\alpha _{n}\end{pmatrix}}\in K^{n}}
az {\displaystyle u} koordinátavektora.
Hogyha {\displaystyle \phi \colon V\to W} lineáris leképezés, akkor {\displaystyle V} bázisvektorainak képei előállnak a {\displaystyle W} bázisvektorainak lineáris kombinációjaként:
{\displaystyle \phi (v_{j})=\sum _{i=1}^{m}a_{ij}w_{i}}
a
{\displaystyle {}_{w}\phi (v_{j})={\begin{pmatrix}a_{1j}\\\vdots \\a_{mj}\end{pmatrix}}\in K^{m}.}
koordinátavektorral. Ekkor a leképezés egyértelműen ábrázolható az
{\displaystyle {}_{w}\phi _{v}={\begin{pmatrix}a_{11}&\ldots &a_{1n}\\\vdots &\ddots &\vdots \\a_{m1}&\ldots &a_{mn}\end{pmatrix}}\in K^{m\times n},}
mátrixszal. A mátrix függ a terek bázisaitól. Beszorzáskor a {\displaystyle v} bázisvektorokat a {\displaystyle w} bázisvektorok váltják fel.
Két lineáris leképezés, {\displaystyle f\colon V\to W} és {\displaystyle g\colon W\to X} szorzatát a
{\displaystyle {}_{x}(g\circ f)_{v}={}_{x}g_{w}\cdot {}_{w}f_{v}}
mátrixs ábrázolja, feltéve, hogy a {\displaystyle w}bázis közös. Eszerint a {\displaystyle V}-ből {\displaystyle W}-be menő lineáris leképezések halmaza izomorf {\displaystyle K^{m\times n}}-nel. Az {\displaystyle f\mapsto {}_{w}f_{v}} izomorfia azonban a bázisoktól függ, ezért nem kanonikus.
Legyenek {\displaystyle v'} a {\displaystyle V}, és {\displaystyle w'} a {\displaystyle W} tér egy másik bázisa. Az adott leképezés ebben a bázisban is ábrázolható. Ez az ábrázolás a korábbi bázisból mátrixszorzással számítható, mégpedig az értelmezési tartomány bázisának megváltozásakor balról kell szorozni egy {\displaystyle m\times m}-es mátrixszal, míg a képtér bázisváltásához egy {\displaystyle n\times n}-es mátrixszal jobbról. Ez a szorzási szabály kétszeri alkalmazásával látható be:
{\displaystyle {}_{w'}f_{v'}={}_{w'}e_{w}^{W}\cdot {}_{w}f_{v}\cdot {}_{v}e_{v'}^{V}}
ahol is az {\displaystyle e^{V}} és {\displaystyle e^{W}} identitásmátrixok mindent önmagára képeznek le.
Ha a bázistranszformáció egyes tulajdonságokat érintetlenül hagy, akkor azokat érdemes bázisfüggetlenül a lineáris leképezésnek tulajdonítani. Egy ilyen tulajdonság test fölött a rang, ami a képtér dimenzióját adja meg. Teljes rang esetén a leképezést ábrázoló mátrixok invertálhatók.
A determinánst csak négyzetes mátrixokra definiálják. Ekkor a két tér dimenziója megegyezik, tehát, mivel az azonos dimenziójú vektorterek izomorfak, {\displaystyle V=W} feltehető. Hogyha az értelmezési és a képtartományban ugyanazt a bázistranszformációt végezzük, akkor
{\displaystyle {}_{v'}f_{v'}=({}_{v}e_{v'}^{V})^{-1}\cdot {}_{v}f_{v}\cdot {}_{v}e_{v'}^{V}.}
és a determináns is megmarad. A determináns akkor és csak akkor nem nulla, ha a leképezés teljes rangú.

#### Hasonló mátrixok
A hasonló mátrixok ugyanazt a lineáris leképezést írják le, csak más bázisban.
Az A négyzetes mátrix hasonló a B négyzetes mátrixhoz, ha létezik olyan invertálható P négyzetes mátrix, melyre 
{\displaystyle A=P^{-1}BP\,.}
Jelölésben:
{\displaystyle A\cong B} vagy {\displaystyle A\sim B\,.}
A hasonló mátrixok sajátértékei egyenlők, továbbá a mátrixok hasonlósága nagyon jó példája az ekvivalenciarelációnak. 

### A fizikában
A matematikai fizikában a tenzormennyiségeket mátrixokkal írják le.  

### Végtelen dimenziós terek
Végtelen dimenziós terekben is teljesül, hogy tetszőleges {\displaystyle f\colon U\to V} lineáris leképezést meghatározzák U egy tetszőleges {\displaystyle u} bázisának {\displaystyle f(u)} képvektorai. Ebben az esetben azonban megszokottabb a lineáris operátor elnevezés. Amennyiben korlátos, kiterjeszthető az egész U-ra. Ha most {\displaystyle {\mathcal {B}}_{V}} bázis {\displaystyle V}-ben, akkor {\displaystyle f(u)} egyértelműen előáll {\displaystyle {\mathcal {B}}_{V}} elemeinek lineáris kombinációjaként, ahol az együtthatók közül véges sok nullától különböző testelem van, így
{\displaystyle f(u)=\sum _{b\in {\mathcal {B}}_{V}}f(u)_{b}b\,.}
Test helyett vehető ferdetest is. Így minden korlátos lineáris operátor felfogható végtelenszer végtelen mátrixként, ami extrém ritka, ugyanis a végtelen sok eleme között csak véges sok különbözik nullától. A lineáris transzformációk szorzása ismét megfelel a mátrixszorzásnak.
A nem korlátos lineáris operátorok nem folytonosak, és legfeljebb egy sűrű altérre terjeszthetők ki. Ilyenek például függvénytereken a differenciáloperátorok. Jellemzésükben fontos szerephez jut az értelmezési tartomány. Sok tulajdonságot csak sűrűn definiált operátorokra tudunk bizonyítani.
A funkcionálanalízisben topologikus vektortereket vizsgálnak, így lehet beszélni határértékről, és képezhetők végtelen sorozatok összegei is. Így vizsgálhatók olyan végtelen mátrixok is, amelyek végtelen sok nullától különböző értéket tartalmaznak, és akár egész sorok és oszlopok is teltek lehetnek. Itt bázison is valami mást értenek.
Ennek egy speciális alesetét alkotják a Hilbert-terek. Legyenek {\displaystyle U,V} Hilbert-terek, és {\displaystyle (u_{i})_{i\in I},(v_{i})_{i\in I}} rendre {\displaystyle U} és {\displaystyle V} ortonormált bázisa. Ekkor a {\displaystyle f\colon U\to V} lineáris operátor, ahol a mátrix elemei a
{\displaystyle f_{i,k}:=\langle u_{i},fu_{k}\rangle }
testelemek, és ahol {\displaystyle \langle u,v\rangle } a Hilbert-tér skalárszorzata. Sűrűn definiált lineáris operátorok is hasonlóan ábrázolhatók, amennyiben az értelmezési tartománynak van ortonormált bázisa.
A Hilbert–Schmidt-skalárszorzat csak a lineáris leképezések egy részére definiálható. Ezek a Hilbert–Schmidt-operátorok, amelyekre a definiáló sor folytonosan konvergens.

## Speciális mátrixok
- Nullmátrix olyan mátrix, melynek minden eleme 0.
- Egységmátrix négyzetes mátrix, melynek főátlójában minden elem 1, a többi 0.
- Diagonális mátrix négyzetes mátrix, melynek csak a főátlójában vannak 0-tól eltérő elemek.
- Szimmetrikus mátrix a főátlóra nézve szimmetrikus mátrix: {\displaystyle a_{i,j}=a_{j,i}}.
- Ferdén szimmetrikus mátrix a főátlóra nézve szimmetrikus elemek egyenlőek, de ellenkező előjelűek: {\displaystyle a_{i,j}=-a_{j,i}}.
- Háromszögmátrix
- Hermitikus mátrix a főátlóra nézve szimmetrikus elemek egymás komplex konjugáltjai: {\displaystyle a_{i,j}={\overline {a_{j,i}}}}.
- Permutáló mátrix
- Adjungált (mátrixinvertálás)
- Vandermonde-determináns

### Online mátrix számológépek
- easycalculation.com
- wims.unice.fr

### Freeware
- MATRIX 2.1 Excel összeadás, foxes
- MacAnova, University of Minnesota School of Statistics